# Burning Bridges (On and Off and On Again)
Burning Bridges (On and Off and On Again) è una canzone della rock band inglese Status Quo, pubblicata come singolo nel novembre del 1988.

## La canzone
La traccia si basa su un motivo di Darby Kelly che viene usato, riadattato e sviluppato in una nuova veste sonora insieme a nuove strofe e melodie in chiave squisitamente boogie rock.
Ne viene fuori un brano molto ritmato, leggero e scanzonato che, nonostante all'inizio non susciti grandissimi entusiasmi nei componenti della band, viene a sorpresa scelto dalla casa discografica quale terzo singolo da estrarre dall'album Ain't Complaining.
Contro ogni aspettativa, la canzone sale al quinto posto delle classifiche inglesi divenendo, negli anni successivi, uno dei momenti più classici ed attesi anche dei concerti dal vivo.
Nel 1994, modificato nella impostazione sonora e nelle liriche, il pezzo viene di nuovo pubblicato in qualità di inno della squadra di calcio del Manchester United col diverso titolo di Come on You Reds, approdando al primo posto delle classifiche inglesi.

## Il record
Burning Bridges è il 38° singolo che gli Status Quo riescono a piazzare nelle chart britanniche. Viene così stabilito un record che col tempo verrà più volte ritoccato al rialzo dalla stessa band (i singoli entrati in classifica ammontano oggi a più di sessanta).

## Tracce
1. Burning Bridges (On and Off and On Again) (Extended Version) - 5:29 - (Rossi/Bown)
2. Whatever You Want - 4:03 - (Parfitt/Bown)
3. Marguerita Time - 3:27 - (Rossi/Frost)

## Formazione
- Francis Rossi (chitarra solista, voce)
- Rick Parfitt (chitarra ritmica, voce)
- Andy Bown (tastiere, chitarra, armonica a bocca, cori)
- John 'Rhino' Edwards (basso, voce)
- Jeff Rich (percussioni)